# Teatro Arsenale
ll Teatro Arsenale è un teatro di Milano, situato in via Cesare Correnti tra i numeri civici 7 e 11.

## Storia
La sede del Teatro Arsenale è un antico edificio, più volte rimaneggiato, la cui prima pietra fu posta nel 1272, per diventare nel 1276 la Chiesa dei Santi Simone e Giuda apostoli, da cui deriva il nome della contrada e che venne inclusa in un convento dell'ordine degli Umiliati. La chiesa assunse un ruolo importante tra il 1300 e il 1400, durante la persecuzione dell'eresia di Guglielma di Milano, per i processi contro i suoi seguaci: dopo le sentenze pronunciate nell'edificio, i condannati venivano arsi vivi nella vicina piazza della Vetra. Dell'aspetto esteriore è noto solo che era presente un affresco di forma semicircolare sopra il portone d'ingresso dei Fiammenghini raffigurante la Vergine Maria con Gesù Bambino e i santi Simone e Giuda. La chiesa si presentava di forma quadrata ad una sola nave e possedeva tre altari. I due altari minori, posti sulla navata destra guardando verso l'altare erano ornati rispettivamente con una tela di San Giovanni Battista decollato di autore anonimo e con una tela della Maria Vergine con in braccio Gesù bambino di Bernardino Luini. Il soffitto della chiesa era composto da una semplice copertura di legno. Dopo esser diventata chiesa del collegio dei Calchi-Taeggi, venne abbandonata nel 1787 e sconsacrata la chiesa nel 1810, venendo usata prima come magazzino, poi Teatro coi nomi di San Simone e Frattini, dove debuttò Edoardo Ferravilla, venendo in seguito occupata dalla comunità evangelica dopo un restauro a metà Ottocento in stile neo-romanico, fino alla fine della Seconda Guerra Mondiale. Nel 1978 venne ritrasformato in un teatro e la sua gestione affidata a Marina Spreafico e a Kuniaki Ida, che ne gestiranno la sala e fonderanno la Scuola di Teatro "Arsenale".